# Bundestag
Il Bundestag (AFI: /ˈbʊndəsˌtaːk/; in italiano Dieta federale)  è il parlamento federale tedesco ed esprime la rappresentanza popolare della Repubblica Federale di Germania. 
Ha sede a Berlino dal 1990, anno in cui la capitale fu spostata da Bonn. Fino al 1945, al posto del Bundestag esisteva il Reichstag. 
Dal 25 marzo 2025 la Presidente è Julia Klöckner (CDU).

## In generale

### Modalità di voto e seggi
I deputati del Bundestag sono eletti con un sistema elettorale misto: l'elettore dispone di due schede, con una egli sceglie un candidato nella propria circoscrizione (eletto con metodo maggioritario) e con l'altra un partito (eletto con metodo proporzionale). 
Attualmente il numero totale di seggi, per effetto di una riforma del 2023, è fissato a 630. Per effetto della stessa, sono altresì stati eliminati i “seggi addizionali”, ossia quegli scranni assegnati ad un partito qualora questo avesse ecceduto in uno Stato la quota che gli sarebbe spettata secondo il secondo voto a livello nazionale.

### Metodo di ripartizione
Il metodo di ripartizione dei seggi utilizzato è stato fino al 2008 quello di Hare-Niemeyer. Dal 2008, il sistema usato è quello di Sainte-Laguë. 
Accedono alla ripartizione dei seggi solo le liste che hanno superato il 5% dei voti (5%-Klausel) o che abbiano eletto almeno tre deputati nei collegi maggioritari.

### Legislatura, titolo e sede
Il periodo di legislatura del Bundestag dura quattro anni. 
Il Bundestag tedesco tiene le sue sedute dal 1999 nell'edificio del Reichstag (nome della Dieta fino al 1945). 
I deputati portano il titolo di membri del Bundestag (MdB).

### Presidenza del Bundestag
Il Presidente del Bundestag viene eletto di regola nella seduta costituente del parlamento ed è espressione della Fraktion (gruppo parlamentare) più numerosa. 
È affiancato da un praesidium, composto da un certo numero di vicepresidenti, in modo che tutti i gruppi siano in esso rappresentati.

### Relazione con il Bundesrat
Il sistema legislativo tedesco prevede la presenza, oltre al Bundestag, del Bundesrat, il Consiglio federale: si tratta quindi di un sistema bicamerale che tuttavia vede un coinvolgimento della seconda Camera solo per quanto riguarda le leggi federali e per alcune specifiche materie di compartecipazione di entrambi gli organi. Si tratta, dunque di un sistema bicamerale imperfetto.

## Funzioni
Il Bundestag ha quattro funzioni principali:
- È l'organo decisivo per la formazione del governo: qui viene eletto il cancelliere.
- È il fulcro del procedimento legislativo: nel Bundestag il testo definitivo di ogni singola legge viene approvata dopo varie discussioni.
- È l'organo di controllo del governo e della politica governativa: può chiedere e sollecitare il governo a rendere conto del proprio operato.
- È l'organo di rappresentanza di tutto il popolo: il Bundestag ha il compito di occuparsi dei problemi di tutti i gruppi sociali discutendoli pubblicamente.

## Legislature del Bundestag

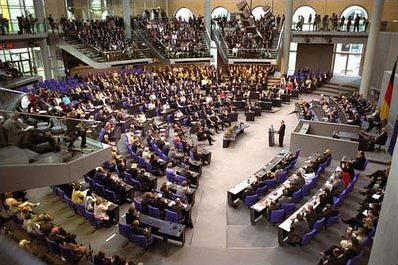
Discorso di George W. Bush davanti al Bundestag nel maggio 2002. (foto: Casa Bianca servizio fotografico)

Di seguito l'elenco delle legislature con le date di inizio e conclusione:
- I: 7 settembre 1949 - 7 settembre 1953
- II: 6 ottobre 1953 - 6 ottobre 1957
- III: 15 ottobre 1957 - 15 ottobre 1961
- IV: 17 ottobre 1961 - 17 ottobre 1965
- V: 19 ottobre 1965 - 19 ottobre 1969
- VI: 20 ottobre 1969 - 22 settembre 1972
- VII: 13 dicembre 1972 - 14 dicembre 1976
- VIII: 14 dicembre 1976 - 4 novembre 1980
- IX: 4 novembre 1980 - 29 marzo 1983
- X: 29 marzo 1983 - 18 febbraio 1987
- XI: 18 febbraio 1987 - 20 dicembre 1990
- XII: 20 dicembre 1990 - 10 novembre 1994
- XIII: 10 novembre 1994 - 26 ottobre 1998
- XIV: 26 ottobre 1998 - 17 ottobre 2002
- XV: 17 ottobre 2002 - 17 ottobre 2005
- XVI: 17 ottobre 2005 - 17 ottobre 2009
- XVII: 17 ottobre 2009 - 22 settembre 2013
- XVIII: 22 settembre 2013 - 24 settembre 2017
- XIX: 24 settembre 2017 - 26 ottobre 2021
- XX: 26 ottobre 2021 - 25 marzo 2025
- XXI: 25 marzo 2025 -

### XIX legislatura (2017-2021)
Nella diciannovesima legislatura il partito della Cancelliera Angela Merkel (CDU/CSU), raggiunge il 34,7% dei seggi (246), con i parlamentari così distribuiti tra le varie forze politiche:
| + | CDU:        | 200 | (27,5%)  |  |
| + | SPD:        | 153 | (20,51%) |  |
| + | Die Linke:  | 64  | (10,16%) |  |
| + | Die Grünen: | 63  | (10,00%) |  |
| + | CSU:        | 46  | (6%)     |  |
| + | AfD:        | 94  | (12,46%) |  |
| + | FDP:        | 80  | (11,32%) |  |

### XX legislatura (2021-2025)
Nella ventesima legislatura il partito del Cancelliere Olaf Scholz (SPD), raggiunge il 25,7% dei seggi (206), con i parlamentari così distribuiti tra le varie forze politiche:
| + | SPD:        | 206 |  |  |
| + | CDU:        | 152 |  |  |
| + | Die Grünen: | 118 |  |  |
| + | FDP:        | 92  |  |  |
| + | AfD:        | 83  |  |  |
| + | CSU:        | 45  |  |  |
| + | Die Linke:  | 39  |  |  |
| + | SSW:        | 1   |  |  |

### XXI legislatura (2025-)
Nella ventunesima legislatura il partito del Cancelliere Friedrich Merz (CDU/CSU), raggiunge il 28,5% dei seggi (208), con i parlamentari così distribuiti tra le varie forze politiche:
| + | CDU:        | 164 |  |  |
| + | AfD:        | 152 |  |  |
| + | SPD:        | 120 |  |  |
| + | Die Grünen: | 86  |  |  |
| + | Die Linke:  | 64  |  |  |
| + | CSU:        | 44  |  |  |
| + | SSW:        | 1   |  |  |